# Xert
Xert (spanisch Chert) ist eine Gemeinde (municipio) in Ostspanien am nördlichen Rand der Provinz Castellón. Xert hat 686 Einwohner (Stand: 2024). Neben dem Hauptort Xert besteht die Gemeinde aus der Ortschaft Enroig sowie den Wüstungen La Barcella und Fontanals.

## Lage
Xert liegt etwa 85 Kilometer nordnordöstlich von Castellón de la Plana und etwa 155 Kilometer nördlich von Valencia in einer Höhe von ca. 470 m.

## Bevölkerungsentwicklung
| Jahr      | 1900 | 1950 | 1970 | 1981 | 1991 | 2001 | 2011 | 2021 |
| Einwohner | 2648 | 2033 | 1480 | 1235 | 1038 | 888  | 889  | 686  |

## Sehenswürdigkeiten
- Alte Himmelfahrtskirche (Iglesia  de la Asunción de María)
- Neue Kirche
- Markuskapelle
- Marienkapelle
- Kapelle von La Barcella

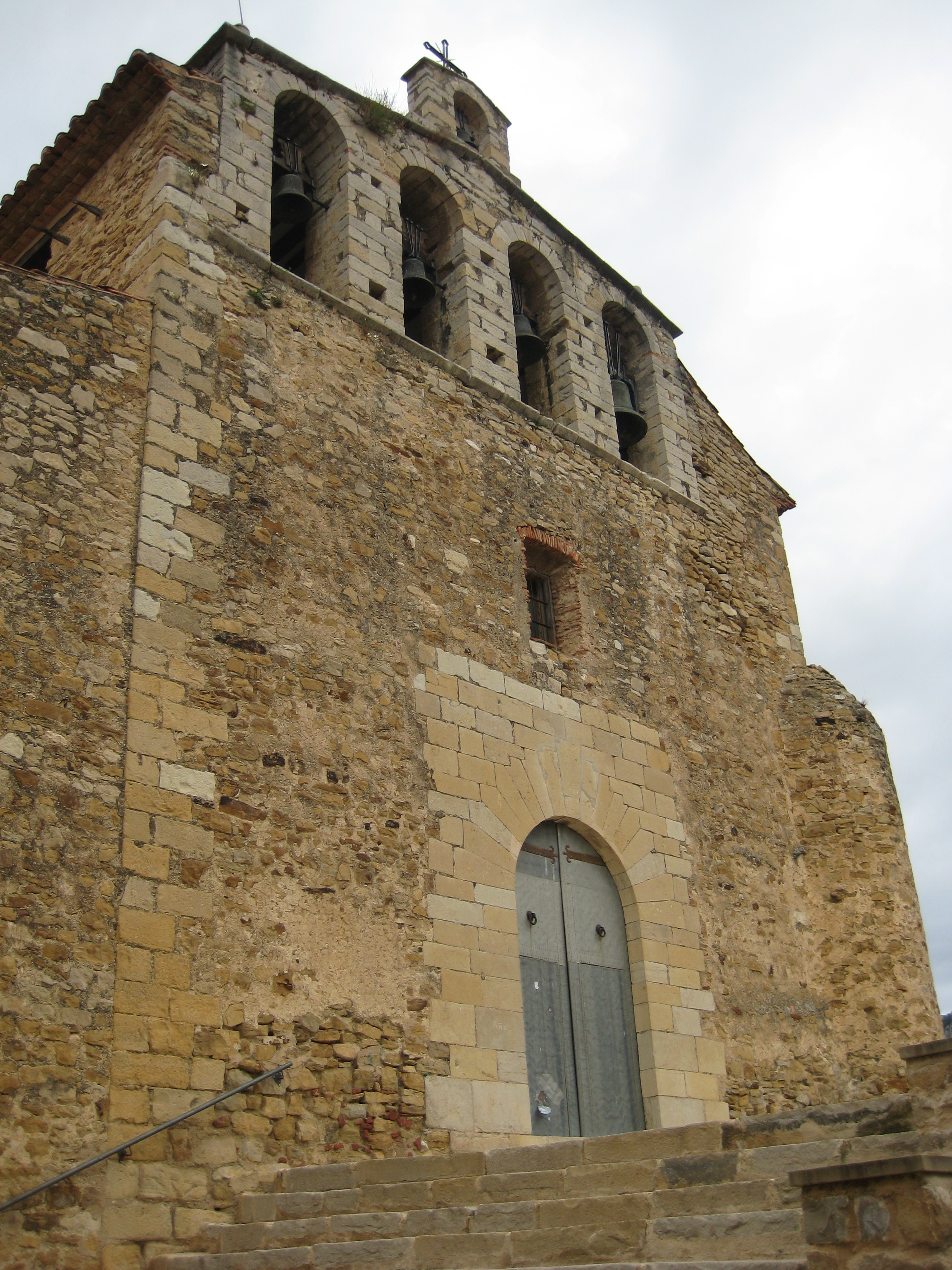
Alte Himmelfahrtskirche
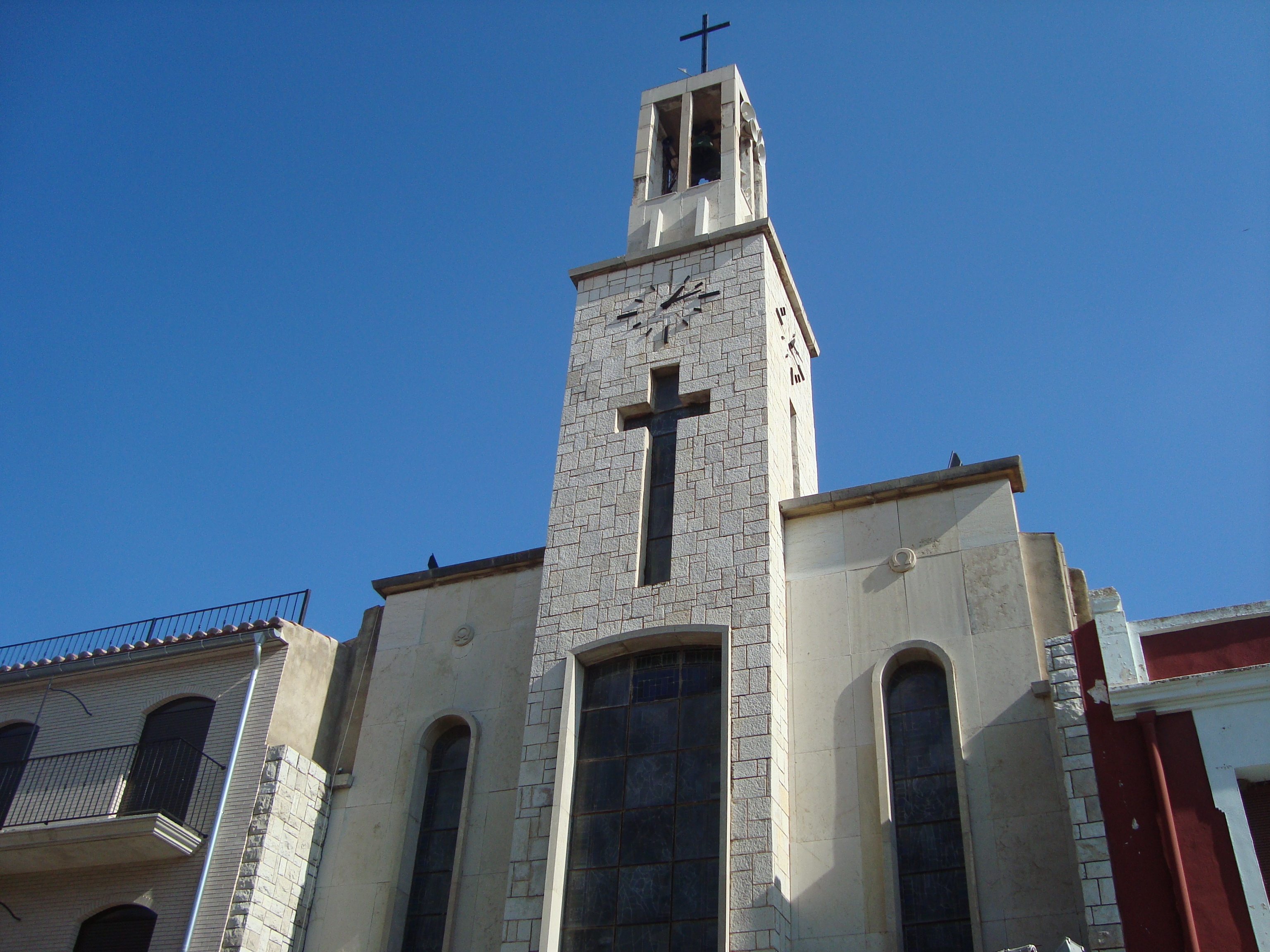
Neue Kirche
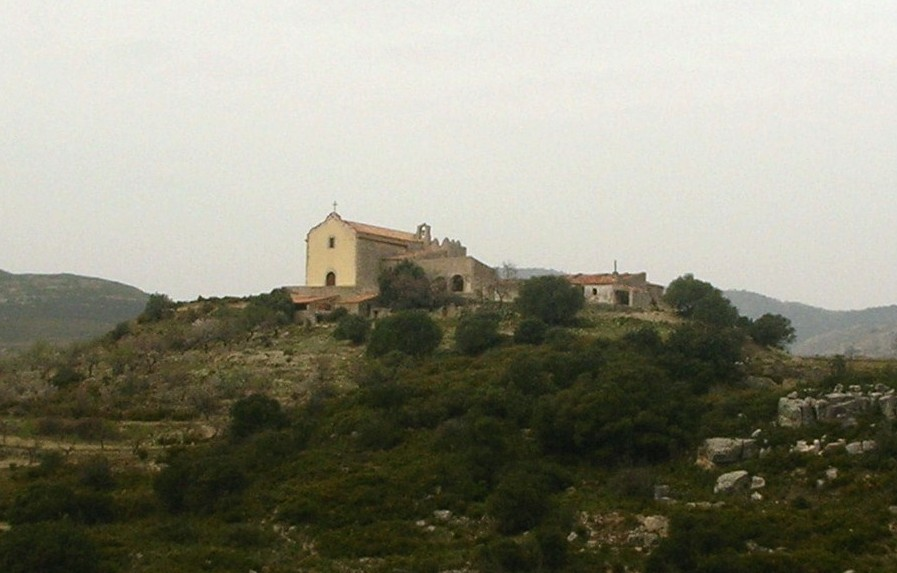
Kapelle von La Barcella
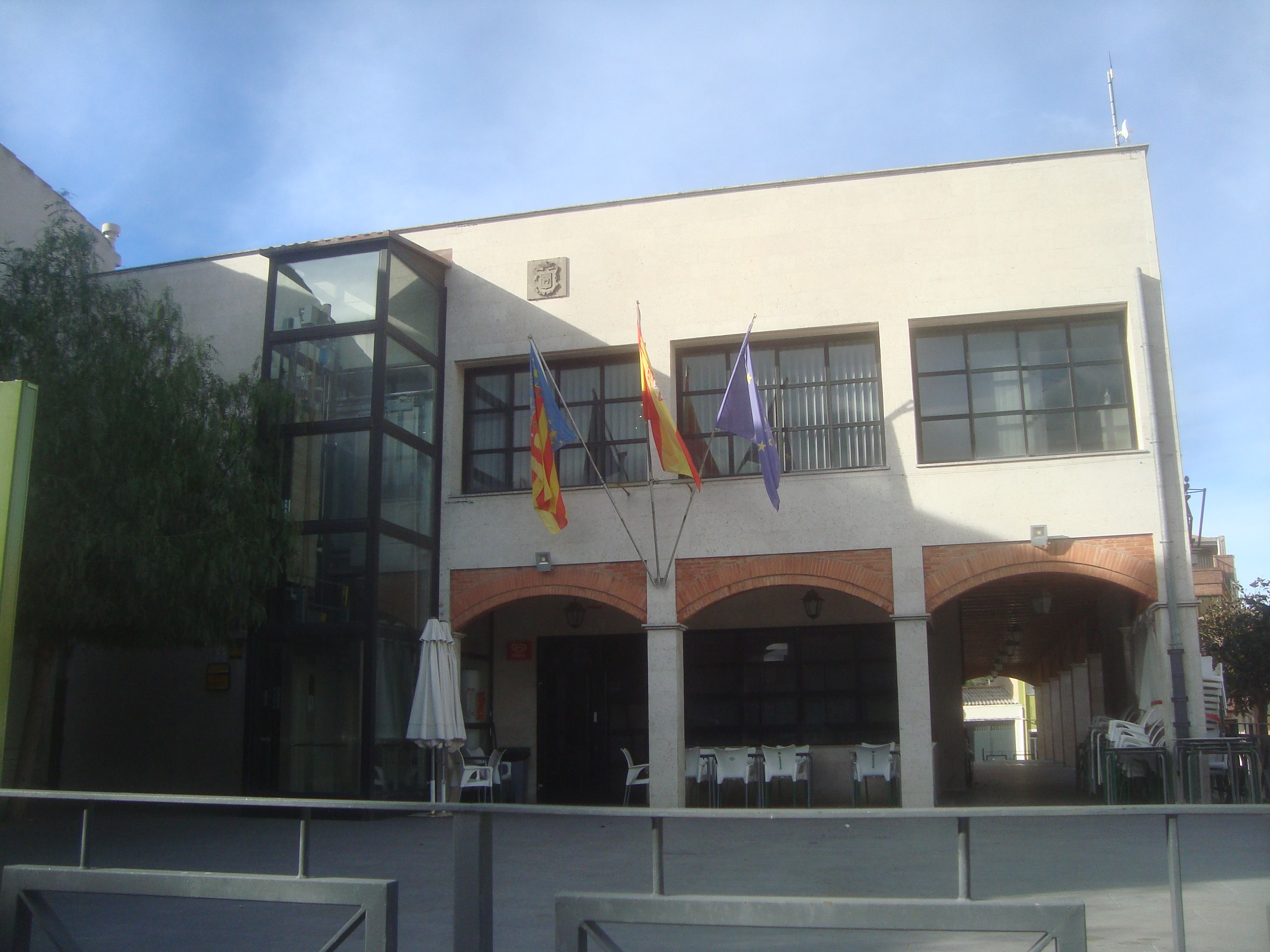
Rathaus